# تفجير المسيب 2017
في 9 يونيو 2017 حصل تفجير أنتحاري عندما أستهدف إنتحاري يرتدي حزامًا ناسفًا مدخل السوق الكبير في مدينة المسيب جنوبي العاصمة بغداد شمال محافظة بابل، أدى إلى مقتل 30 شخصاً وأصابة أكثر من 44 آخرين بجروح كبيرة وقد تبنى تنظيم داعش مسؤوليته عن التفجير الذي ضرب المدينة.